# Nick Cave and the Bad Seeds
Nick Cave and the Bad Seeds je australská rocková skupina, kterou v roce 1983 založili Nick Cave, Mick Harvey a Blixa Bargeld, přičemž v současné době ve skupině z původní sestavy působí pouze Cave. Skupina vydala celkem šestnáct studiových alb, poslední album pojmenované Ghosteen z roku 2019. V roce 2017 vystoupila skupina v pražské O2 areně, vystoupení bylo hudebním webem iREPORT oceněno nejvyšším hodnocením. 

## Diskografie
Studiová alba
- From Her to Eternity (1984)
- The Firstborn Is Dead (1985)
- Kicking Against the Pricks (1986)
- Your Funeral… My Trial (1986)
- Tender Prey (1988)
- The Good Son (1990)
- Henry's Dream (1992)
- Let Love In (1994)
- Murder Ballads (1996)
- The Boatman's Call (1997)
- No More Shall We Part (2001)
- Nocturama (2003)
- Abattoir Blues / The Lyre of Orpheus (2CD) (2004)
- Dig, Lazarus, Dig!!! (2008)
- Push the Sky Away (2013)
- Skeleton Tree (2016)
- Ghosteen (2019)
- Wild God (2024)